# Ecuación de Eyring
La ecuación de Eyring, también conocida como ecuación de Eyring–Polanyi en cinética química, relaciona la velocidad de reacción con la temperatura. Fue desarrollada casi simultáneamente en 1935 por Henry Eyring, M.G. Évans y Michael Polanyi. Esta ecuación es parte de la teoría del estado de transición (o bien, teoría del complejo activado) y equivale de modo trivial a la ecuación de Arrhenius obtenida empíricamente; ambas ecuaciones pueden derivarse fácilmente de la termodinámica estadística en la teoría cinética de gases.

## Simbología
| Símbolo                              | Nombre                                             | Unidad      |
| ------------------------------------ | -------------------------------------------------- | ----------- |
| {\displaystyle k}                    | Constante de velocidad de la ecuación de velocidad | s-1         |
| {\displaystyle h}                    | Constante de Planck                                | J s         |
| {\displaystyle k_{B}}                | Constante de Boltzmann                             | J / K       |
| {\displaystyle \Delta G^{\ddagger }} | Energía libre de activación                        | J / mol     |
| {\displaystyle \Delta H^{\ddagger }} | Entalpía de activación                             | J / mol     |
| {\displaystyle \Delta S^{\ddagger }} | Entropía de activación                             | J / mol     |
| {\displaystyle R}                    | Constante de los gases ideales                     | J / (mol K) |
| {\displaystyle T}                    | Temperatura absoluta                               | K           |

## Descripción
La forma de la ecuación de Eyring–Polanyi recuerda algo a la ecuación de Arrhenius, que puede reescribirse como:
|                                                | 1 | 1 | 2 | 2 |
| ---------------------------------------------- | --- | --- | --- | --- |
| Ecuaciones                                     | {\displaystyle k={\frac {k_{\mathrm {B} }T}{h}}\mathrm {e} ^{-{\Bigl (}{\frac {\Delta G^{\ddagger }}{RT}}{\Bigr )}}} | {\displaystyle k={\frac {k_{\mathrm {B} }T}{h}}\mathrm {e} ^{-{\Bigl (}{\frac {\Delta G^{\ddagger }}{RT}}{\Bigr )}}} | {\displaystyle \Delta G^{\ddagger }=\Delta H^{\ddagger }-T\Delta S^{\ddagger }} | {\displaystyle \Delta G^{\ddagger }=\Delta H^{\ddagger }-T\Delta S^{\ddagger }} |
| Sustituyendo (2) en (1)                        | {\displaystyle k={\frac {k_{\mathrm {B} }T}{h}}\mathrm {e} ^{-{\Bigl (}{\frac {\Delta H^{\ddagger }}{RT}}{\Bigr )}}\mathrm {e} ^{{\Bigl (}{\frac {\Delta S^{\ddagger }}{R}}{\Bigr )}}}                                          | {\displaystyle k={\frac {k_{\mathrm {B} }T}{h}}\mathrm {e} ^{-{\Bigl (}{\frac {\Delta H^{\ddagger }}{RT}}{\Bigr )}}\mathrm {e} ^{{\Bigl (}{\frac {\Delta S^{\ddagger }}{R}}{\Bigr )}}}                                          | {\displaystyle k={\frac {k_{\mathrm {B} }T}{h}}\mathrm {e} ^{-{\Bigl (}{\frac {\Delta H^{\ddagger }}{RT}}{\Bigr )}}\mathrm {e} ^{{\Bigl (}{\frac {\Delta S^{\ddagger }}{R}}{\Bigr )}}}                                          | {\displaystyle k={\frac {k_{\mathrm {B} }T}{h}}\mathrm {e} ^{-{\Bigl (}{\frac {\Delta H^{\ddagger }}{RT}}{\Bigr )}}\mathrm {e} ^{{\Bigl (}{\frac {\Delta S^{\ddagger }}{R}}{\Bigr )}}}                                          |
| Ordenando y Dividiendo entre {\displaystyle T} | {\displaystyle {\frac {k}{T}}=\mathrm {e} ^{-{\Bigl (}{\frac {\Delta H^{\ddagger }}{RT}}{\Bigr )}}\mathrm {e} ^{{\Bigl (}{\frac {\Delta S^{\ddagger }}{R}}{\Bigr )}}{\frac {k_{\mathrm {B} }}{h}}}                              | {\displaystyle {\frac {k}{T}}=\mathrm {e} ^{-{\Bigl (}{\frac {\Delta H^{\ddagger }}{RT}}{\Bigr )}}\mathrm {e} ^{{\Bigl (}{\frac {\Delta S^{\ddagger }}{R}}{\Bigr )}}{\frac {k_{\mathrm {B} }}{h}}}                              | {\displaystyle {\frac {k}{T}}=\mathrm {e} ^{-{\Bigl (}{\frac {\Delta H^{\ddagger }}{RT}}{\Bigr )}}\mathrm {e} ^{{\Bigl (}{\frac {\Delta S^{\ddagger }}{R}}{\Bigr )}}{\frac {k_{\mathrm {B} }}{h}}}                              | {\displaystyle {\frac {k}{T}}=\mathrm {e} ^{-{\Bigl (}{\frac {\Delta H^{\ddagger }}{RT}}{\Bigr )}}\mathrm {e} ^{{\Bigl (}{\frac {\Delta S^{\ddagger }}{R}}{\Bigr )}}{\frac {k_{\mathrm {B} }}{h}}}                              |
| Aplicando {\displaystyle \ln }                 | {\displaystyle \ln {\Bigl (}{\frac {k}{T}}{\Bigr )}=-{\Bigl (}{\frac {\Delta H^{\ddagger }}{R}}{\Bigr )}{\frac {1}{T}}+{\Bigl (}{\frac {\Delta S^{\ddagger }}{R}}{\Bigr )}+\ln {\Bigl (}{\frac {k_{\mathrm {B} }}{h}}{\Bigr )}} | {\displaystyle \ln {\Bigl (}{\frac {k}{T}}{\Bigr )}=-{\Bigl (}{\frac {\Delta H^{\ddagger }}{R}}{\Bigr )}{\frac {1}{T}}+{\Bigl (}{\frac {\Delta S^{\ddagger }}{R}}{\Bigr )}+\ln {\Bigl (}{\frac {k_{\mathrm {B} }}{h}}{\Bigr )}} | {\displaystyle \ln {\Bigl (}{\frac {k}{T}}{\Bigr )}=-{\Bigl (}{\frac {\Delta H^{\ddagger }}{R}}{\Bigr )}{\frac {1}{T}}+{\Bigl (}{\frac {\Delta S^{\ddagger }}{R}}{\Bigr )}+\ln {\Bigl (}{\frac {k_{\mathrm {B} }}{h}}{\Bigr )}} | {\displaystyle \ln {\Bigl (}{\frac {k}{T}}{\Bigr )}=-{\Bigl (}{\frac {\Delta H^{\ddagger }}{R}}{\Bigr )}{\frac {1}{T}}+{\Bigl (}{\frac {\Delta S^{\ddagger }}{R}}{\Bigr )}+\ln {\Bigl (}{\frac {k_{\mathrm {B} }}{h}}{\Bigr )}} |
| De forma lineal y = m x + b                    | {\displaystyle y=\ln {\Bigl (}{\frac {k}{T}}{\Bigr )}} | {\displaystyle m=-{\Bigl (}{\frac {\Delta H^{\ddagger }}{R}}{\Bigr )}} | {\displaystyle x={\frac {1}{T}}} | {\displaystyle b={\Bigl (}{\frac {\Delta S^{\ddagger }}{R}}{\Bigr )}+\ln {\Bigl (}{\frac {k_{\mathrm {B} }}{h}}{\Bigr )}} |

Una cierta reacción química tiene lugar a diferentes temperaturas y se determinan las velocidades de reacción. La gráfica de {\displaystyle \ \ln(k/T)} versus {\displaystyle \ 1/T} da una línea recta con pendiente {\displaystyle -\Delta H^{\ddagger }/R} de la cual puede derivarse la entalpía de activación ({\displaystyle \Delta H^{\ddagger }}) y de la ordenada en el origen o punto de corte con el eje de ordenadas {\displaystyle (\Delta S^{\ddagger }/R)+\ln(k_{\mathrm {B} }/h)} se deriva la entropía de activación ({\displaystyle \Delta S^{\ddagger }}).